# (4533) Orth
(4533) Orth (1986 EL) – planetoida z pasa głównego asteroid okrążająca Słońce w ciągu 3,65 lat w średniej odległości 2,37 j.a. Odkryta 7 marca 1986 roku.